# Johannes Haller (Darsteller)
Johannes Haller (* 14. Januar 1988 in Ravensburg, Deutschland) ist ein deutscher Reality-TV-Teilnehmer und Unternehmer. Bekannt wurde Haller durch seinen Auftritt bei dem TV-Format Die Bachelorette im Jahr 2017.

## Leben
Johannes Haller wurde in Ravensburg geboren, wo er auch seinen ersten Lebensabschnitt verbrachte und seine Schulbildung sowie seine beruflichen Ausbildungen zum Mechatroniker und zum Automobilkaufmann abschloss. 2017 nahm Haller an der TV-Dating-Show Die Bachelorette teil, wo er auch auf seine jetzige Ehefrau Jessica Paszka traf. Von 2018 bis 2020 war Haller aber zunächst mit der Reality-TV-Teilnehmerin Yeliz Koç liiert. Das Paar nahm an der im Juni 2019 produzierten vierten Staffel von Das Sommerhaus der Stars – Kampf der Promipaare teil und erreichte den fünften Platz.
Nach den TV-Show-Teilnahmen entwarf er unter anderem Merchandising-Artikel, machte sich selbstständig und wurde zum Markenbotschafter für ein Yacht-Unternehmen. Er gründete sein Unternehmen Haller Experiences S.L., einen Verleih für Luxus-Yachten auf Ibiza und Formentera.
Haller engagierte sich 2017 ehrenamtlich in der Jugendarbeit eines Pfadfindervereines in Ravensburg und wurde 2018 „Botschafter“ für die „Radio-7-Drachenkinder“.
Im Dezember 2020 verlobte er sich mit Jessica Paszka. Im Mai 2021 kam ihre gemeinsame Tochter zur Welt. Beide heirateten am 17. Dezember 2021 im Zillertal in Tirol.

## Fernsehsendungen
- 2017: Die Bachelorette (RTL)[7]
- 2018: Bachelor in Paradise (RTL)[10]
- 2018: Promi Big Brother (Sat.1)[11]
- 2018: Auf fremden Sofas (RTL)
- 2019: Das Sommerhaus der Stars – Kampf der Promipaare (RTL)
- 2019: Promis Privat (Sat.1)
- 2020: Kampf der Realitystars – Schiffbruch am Traumstrand (RTL II)
- 2020: Pocher – gefährlich ehrlich! (RTL)